# APEX Airlines
APEX Airlines fue una aerolínea chárter y de vuelos regulares con base en Rangún, Myanmar. APEX brindaba servicios aéreos regulares a la ciudad birmana de Rangún, y a la región de Tanintharyi con vuelos diarios. Su base principal era el Aeropuerto Internacional de Naipyidó.

## Historia
APEX Airline Public Company Limited (APEX Airlines) se constituyó el 27 de noviembre de 2012 con el fin de proporcionar servicios de transporte aéreo nacional e internacional y recibió un Certificado de Operador Aéreo (AOC) provisional para comenzar su proceso de puesta en marcha. APEX Airlines estaba operativa y comenzó a prestar servicios a los pasajeros en marzo de 2015.
La aerolínea cesó sus operaciones y devolvió su licencia a las autoridades en agosto de 2018.

## Antiguos destinos
| País     | Destinos  | Aeropuertos                          | Notas          |
| -------- | --------- | ------------------------------------ | -------------- |
| Birmania | Dawei     | Aeropuerto de Dawei                  |                |
| Birmania | Kawthaung | Aeropuerto de Kawthaung              |                |
| Birmania | Myeik     | Aeropuerto de Myeik                  |                |
| Birmania | Naipyidó  | Aeropuerto Internacional de Naipyidó | Hub principal  |
| Birmania | Rangún    | Aeropuerto Internacional de Rangún   | HUB secundario |

## Flota histórica
La flota de APEX Airlines estuvo formada únicamente por la siguiente aeronave:
| Aeronaves | Total | Introducido | Retirado | Matrículas |
| --------- | ----- | ----------- | -------- | ---------- |
| ATR 72    | 1     | 2015        | 2018     | XY-AJV     |